# New Orbit
New Orbit (auch Matthew Shipp’s New Orbit) ist ein Jazzalbum von Matthew Shipp. Die am 14. September 2000 im Seltzer Sound Studio, New York City, entstandenen Aufnahmen erschienen am 16. Januar 2001 auf Thirsty Ear als vierte Veröffentlichung in der Blue Series des Labels.

## Hintergrund
Shipp wird auf New Orbit von Wadada Leo Smith an der Trompete, dem Bassisten William Parker und Gerald Cleaver am Schlagzeug begleitet. Mit Wadada Leo Smith hatte der Pianist noch 2000 im Ensemble von Roscoe Mitchell (The Bad Guys) gespielt. Mit Parker und Cleaver hatte Shipp im Januar 2000 zudem das Album Pastoral Composure für Thirsty Ear aufgenommen.

## Titelliste

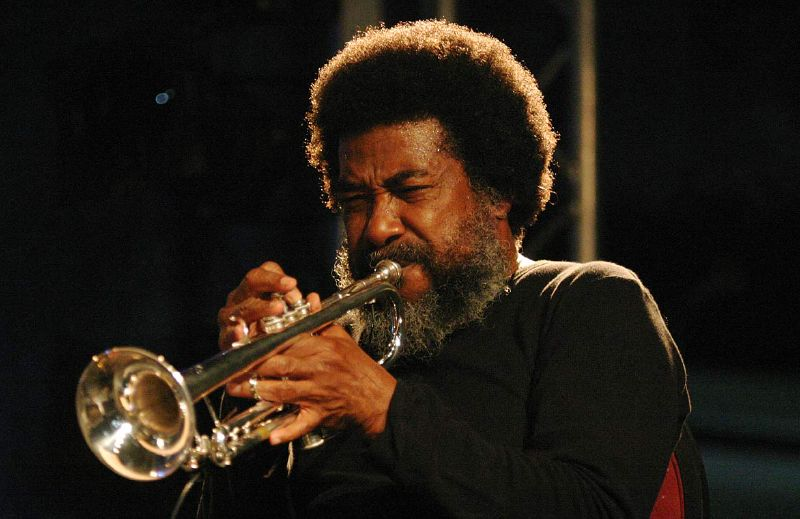
Wadada Leo Smith

- Matthew Shipp’s New Orbit (Thirsty Ear THI 57095.2)[2]
  1. New Orbit – 2:59
  2. Paradox X – 4:31
  3. Orbit 2 – 3:39
  4. Chi – 7:50
  5. Orbit 3 – 2:23
  6. U Feature – 3:56
  7. Syntax – 7:16
  8. Maze Hint – 1:09
  9. Paradox Y – 3:54
  10. Orbit 4 – 1:31
- Alle Kompositionen stammen von Matthew Shipp.

## Rezeption
Paula Edelstein verlieh dem Album in Allmusic vier Sterne und schrieb, auf New Orbit finde Matthew Shipp den Frieden mit sich selbst in seinem Versuch, die vielen Erfahrungen, die er als afroamerikanischer Komponist gemacht habe, und die verschiedenen Stränge der modernen Musikwelt, die relevant seien, zu vereinen. Mit seiner vierteiligen Suite Orbit entferne sich Shipps Musik von konventionellen Interpretationen und tauche die Talente seines Ensembles in neue Imaginations- und Jazz-Abstraktionen ein. New Orbit sei eine exzellente Lieferung von Avantgarde- und Free Jazz, resümiert die Autorin, „die kompromisslos, unerbittlich und völlig individuell bleibt.“
Nach Ansicht von Matt LeMay, der das Album in Pitchfork rezensierte, habe Shipp mit New Orbit ein Album geschaffen, dem es gelänge, die Zugänglichkeit und den rohen Reiz von Pastoral Composure mit abenteuerlichen neuen Texturen zu verbinden, die über alles hinausgehen, was er in der Vergangenheit produziert habe.
Nach Ansicht des Redaktion von All About Jazz sei Matthew Shipps eine offene Hommage an die Spiritualität von John Coltrane und Sun Ra. New Orbit sei eine düstere, erschreckend wirkende Angelegenheit, die im Ton Ähnlichkeiten mit Shipps frühem Werk (etwa Circular Temple von 1992) aufweise, aber nicht die bemerkenswerte Dichte und offene Spannung seines Werks aus dieser Zeit. Der allgemeine Ansatz hier sei extrovertiert, aber dies wohlüberlegt.